# 岩田継清

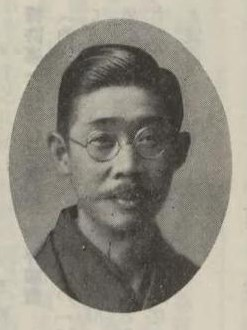
岩田継清

岩田継清（いわた つぎきよ、1879年（明治12年）5月23日 - 没年不明）は、日本の発明家。
富山市出身。代々刀鍛冶を業とし、1885年（明治18年）に父と共に上京して打刃物の製造販売に従事した。
1913年（大正2年）に回転稲扱機を発明し、農機の製造販売を開始し、1916年（大正5年）に下記脱稃装置の特許を取得した。
1927年（昭和2年）に合資会社岩田兄弟工場を創立し、代表社員となった。
1926年（大正15年）に帝国発明協会の全国発明表彰により、有功賞が授与され、1933年（昭和8年）には大賞が授与されている。
1950年、藍綬褒章を受章。

## 特許
- 特許第29623号 岩田式脱稃装置